# Ectopia cervical

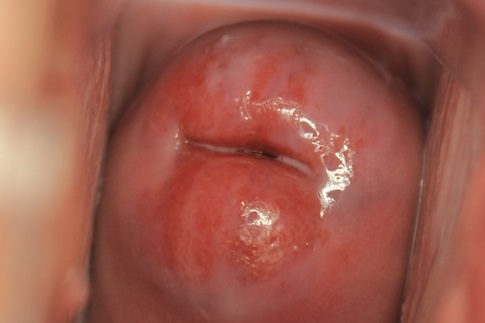
A ectopia cervical é avermelhada, dando um aspecto inflamado ou ferido ao cérvix. Muito parecido a um câncer de colo de útero.

Ectopia cervical ou ectrópio do colo do útero é uma condição médica na qual as células do exterior do cérvix~(colo do útero) se tornam mais delicadas (epitélio colunar simples), como as células do interior do cérvix e do útero. Normalmente o cérvix externo é mais resistente, composto por tecido epitelial escamoso e estratificado. Esse processo de transformação de tecidos é chamado metaplasia.
O ectrópio cervical parece a simples vista com um câncer de colo do útero precoce, portanto deve ser examinado por um médico, geralmente ginecologista ou obstetra. É relativamente comum, frequentemente encontrado incidentalmente em um exame vaginal de rotina (colposcopia).

## Causa
É causado por elevados níveis de estrógeno. Os níveis de estrógeno são mais altos na idade fértil e aumentam com a gravidez, com o uso de fármacos estrogênicos (anticoncepcionais orais) e com a obesidade.

## Sinais e sintomas
Como esse tecido uterino é mais delicado e glandular que o tecido normal, aumenta a secreção vaginal e causa sangramentos fora do período menstrual, especialmente após as relações sexuais.

## Diagnóstico
O diagnóstico é feito visualizando o colo do útero (colposcopia) e coletando uma amostra para analisar ao microscópio (biópsia). Frequentemente é um achado acidental em um papanicolau com colposcopia anual. A biópsia serve para diferenciá-lo de um Câncer de colo do útero.

## Tratamento
Geralmente, nenhum tratamento é indicado para ectrópio cervical sem sintomas. A terapia hormonal pode ser indicada quando sangra muito. Pode melhorar com a interrupção dos contraceptivos orais de estrógeno e evitando outras fontes de estrógeno externo. Se a terapia hormonal não for suficiente pode ser tratado com cirurgia local: crioterapia ou ablação com anestesia local.